# Universidade Al-Aqsa
A Universidade Al-Aqsa é uma universidade localizada no oriente médio, na palestina, estabelecida nos Territórios Palestinos na Faixa de Gaza desde 1991.

## Faculdades
- Faculdade de Ciências Aplicadas
- Faculdade de Arte e Ciências Humanas
- Faculdade de Educação
- Faculdade de Belas Artes
- Faculdade de Comunicação
- Faculdade de Administração e Finanças

As seis faculdades oferecem cursos de graduação com estudos de pós-graduação através de um programa conjunto estabelecido em 1994 com a Universidade Ain Shams no Egito.